# Michail Dorimedontowitsch Bykowski

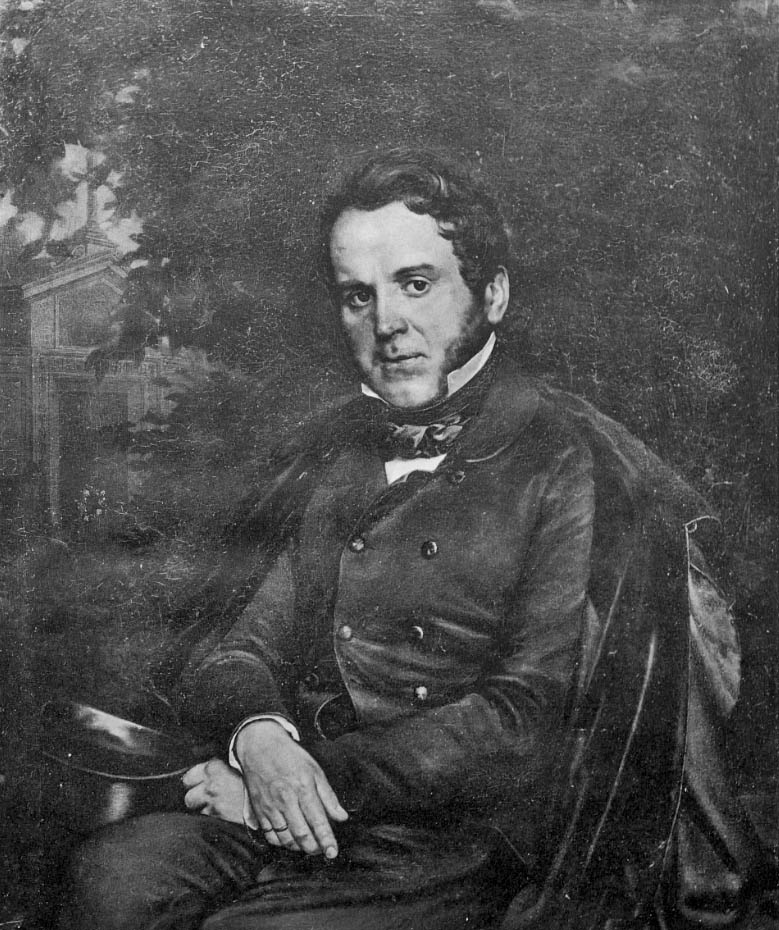
Michail Dorimedontowitsch Bykowski (M. I. Skotti, 1852)

Michail Dorimedontowitsch Bykowski (russisch Михаил Доримедонтович Быковский; * 29. Oktoberjul. / 10. November 1801greg. in Moskau; † 9. Novemberjul. / 21. November 1885greg. ebenda) war ein russischer Architekt des Eklektizismus, Restaurator und Hochschullehrer.

## Leben
Bykowskis Vater war der aus Polen stammende Tischler, Bildschnitzer und Ikonenmaler Dormidont Bykowski. Bykowski lernte zu Hause und lernte schon früh, Aufrisse und Ikonostasenpläne zu zeichnen. 1816 kam er zu Domenico Gilardi in die Lehre. 1817–1823 war er Gilardis Assistent beim Bau der Herrenhäuser Kusminki, Ostankino und Grebnewo in bzw. bei Moskau. Dank der Hilfe Gilardis gewann er einen eigenen Kreis von Auftraggebern, so die Orlows, Orlow-Dawydows und Panins, denn nach dem Brand von Moskau (1812) fehlten ausgebildete Baumeister für den großen Baubedarf.
Nach dem Tod seines Vaters 1824 führte Bykowski für den Unterhalt der Familie das Gewerbe seines Vaters weiter. Auch fertigte er Bleistift-Porträts gegen Bezahlung an. 1827–1828 projektierte er für Sofja Wladimirowna Orlowa (1774–1844, verheiratete Panina), Tochter des Staatsbeamten und Wissenschaftsmanagers Wladimir Orlow, das Herrenhaus Marfino im gotischen Stil, das er 1837–1846 baute. 1829 wurde er auf Antrag Gilardis von der Kaiserlichen Akademie der Künste (IACh) als externer Bewerber für die Anerkennung als Akademiker der Architektur aufgenommen (damals der niedrigste Architektenrang). Nach erfolgreicher Verteidigung seines Wettbewerbsprojekts zum Bau eines Quarantäne-Gebäudes erhielt Bykowski 1830 den Akademiker-Titel mit dem Anrecht auf ein Praktikum in Westeuropa und die Anstellung im Zivildienst.
Im Mai 1833 wurde Bykowski Beamter für besondere Aufträge beim Moskauer Generalgouverneur Dmitri Golitzyn und unterrichtete an der Moskauer Hofarchitekturschule. 1834 hielt er eine programmatische Rede, in der er die universelle Gültigkeit der Stilprinzipien und Säulenordnungen der griechischen und römischen Architektur bestritt und für eine neue nationale russische Architektur warb als Ersatz für das alexandrinische Empire. In dieser Zeit vertrat Nikolai Gogol in seinen Aufsätzen zur Architektur ähnliche Ansichten. Im Gegensatz zu Konstantin Thon, dessen russischer Baustil dem Panslawismus entsprach, wollte Bykowski sich auf die westeuropäische Architektur der früheren Bauepochen stützen (Historismus, Eklektizismus), wobei die Architektur dem Gebäudezweck zu entsprechen hatte. Bykowski missbilligte die mehrstufigen Ikonostasen und machte den Historiker Georgi Filimonow, der seinen Sohn unterrichtete, mit der Studie des Architekten Albert Lenoir über die alte Form der Ikonostase bekannt, was Filimonow zu eigenen weitergehenden Forschungen veranlasste.
Bereits 1834 erhielt Bykowski den Brillantring. Er hatte entsprechend Golitzyns Vorstellungen das Projekt für den Bau eines grandiosen Basargebäudes mit Theater im Stil des Palais Royal entwickelt und dem Kaiser Nikolaus I. in dessen Kabinett in St. Petersburg vorgestellt mit anschließender Genehmigung. 1836–1842 leitete Bykowski die Moskauer Hofarchitekturschule. 1838 absolvierte er sein Auslandspraktikum bei Karl Friedrich Schinkel in Berlin und besuchte Italien und Frankreich.
Nach der Rückkehr nach Moskau wurde Bykowski Architekt der Verwaltung der öffentlichen Einrichtungen mit Verantwortung für Krankenhäuser, Armenhäuser, Obdachlosenheime und Apotheken. 1840 baute er in Moskau für Iwan Danilowitsch Loris-Melikow (Neffe des Innenministers Alexanders II. Michail Loris-Melikow) das  Loris-Melikow-Haus. Neben seiner intensiven Bautätigkeit restaurierte Bykowski das Tschudow-Kloster und das Himmelrfahrtskloster im Moskauer Kreml, die beide 1929 abgerissen wurden. 1843 führte er Aufträge des Klosters Johannes der Täufer und anderer Klöster in Moskau und Umgebung aus. 1847 wurde er auch Architekt des Moskauer Kaiserlichen Waisenhauses, in dem er für wesentliche Verbesserungen sorgte. Bykowskis Assistent war lange Wassili Belokrylzew. 1858 wurde Bykowski zum Wirklichen Staatsrat (4. Rangklasse) ernannt.
1867 gründete Bykowski die Moskauer Architektur-Gesellschaft, deren gewählter Vorsitzender er dann war. Zu seinen Schülern gehörten Wilhelm Leon Vivien de Châteaubrun, Alexei Awdejew, Michail Lopyrewski u. a.
Bykowski hatte 1832 Emilija Lwowna geborene Minelli, Tochter des italienischen Musikpädagogen L. A. Minelli geheiratet, nachdem ihr Bruder Konstantin Lwowitsch Minelli, der zusammen mit Bykowski bei Gilardi gelernt hatte, 1831 gestorben war. Ihr erster Sohn Nikolai (1834–1917) wurde Maler. Ihre Tochter Lidija (* 1837) heiratete den Architekten Dmitri Tschitschagow. Emilija Lwowna starb drei Tage nach der Geburt ihres zweiten Sohnes Konstantin (1841–1906), der Architekt wurde. Auf ihrem Grab wurde nach Bykowskis Plan eine Kapelle errichtet. Zum Gedenken an seine Frau baute Bykowski die Apsis der Seligen Emilia im gotischen Stil an die Moskauer Peter-und-Paul-Kirche an. Bykowskis Enkel Alexei Tschitschagow war einige Zeit Konstantin Bykowskis Assistent.
Bykowski starb in Moskau und wurde auf dem Wagankowoer Friedhof begraben.

## Ehrungen
- Sankt-Stanislaus-Orden IV. Klasse (1836), I. Klasse (1861)
- Russischer Orden der Heiligen Anna II. Klasse mit Kaiserkrone (1851)
- Orden des Heiligen Wladimir III. Klasse (1856)

## Werke

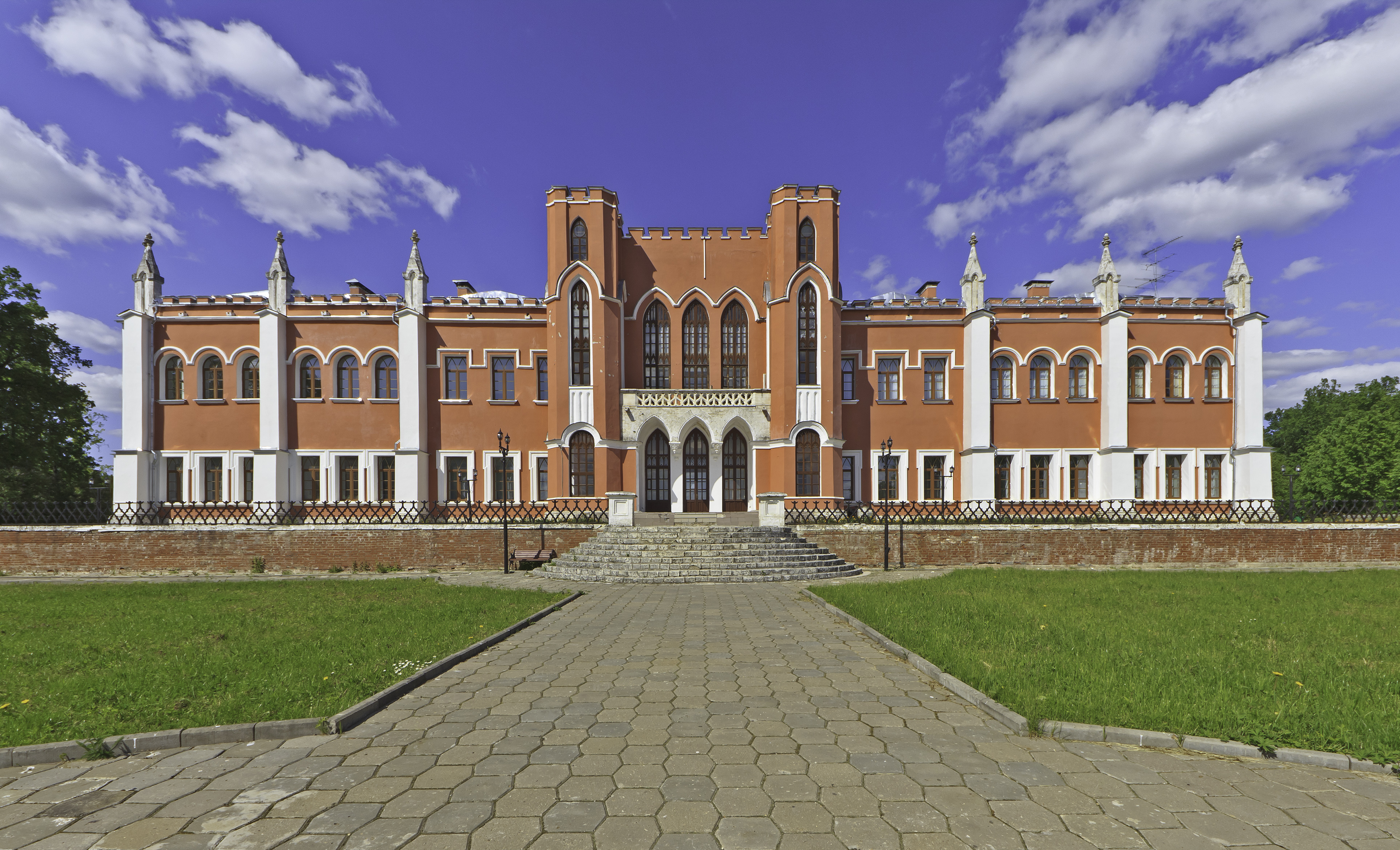
Herrenhaus Marfino (1837–1846)
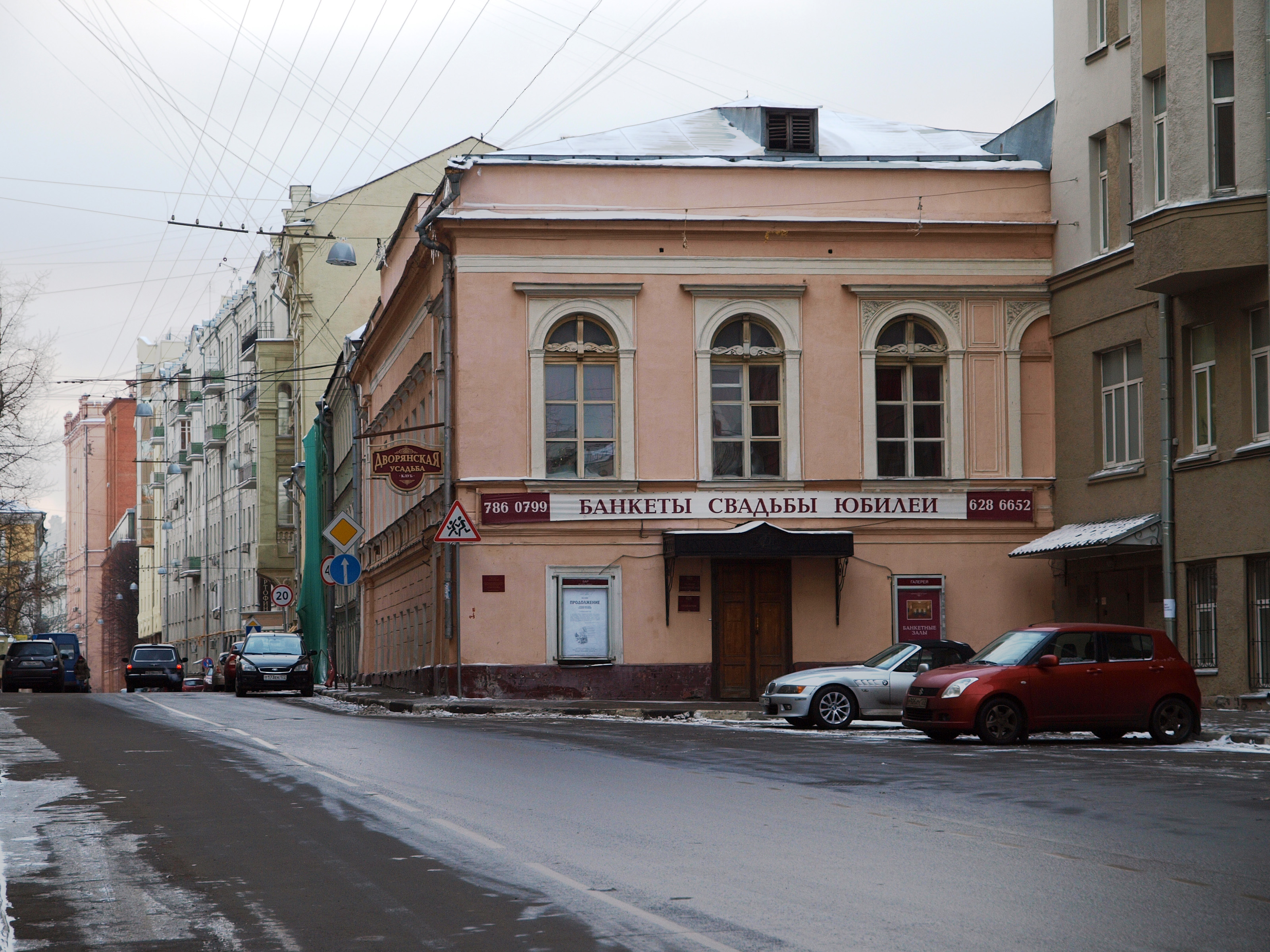
Loris-Melikow-Haus (1840), Miljutinski Pereulok 19, Moskau
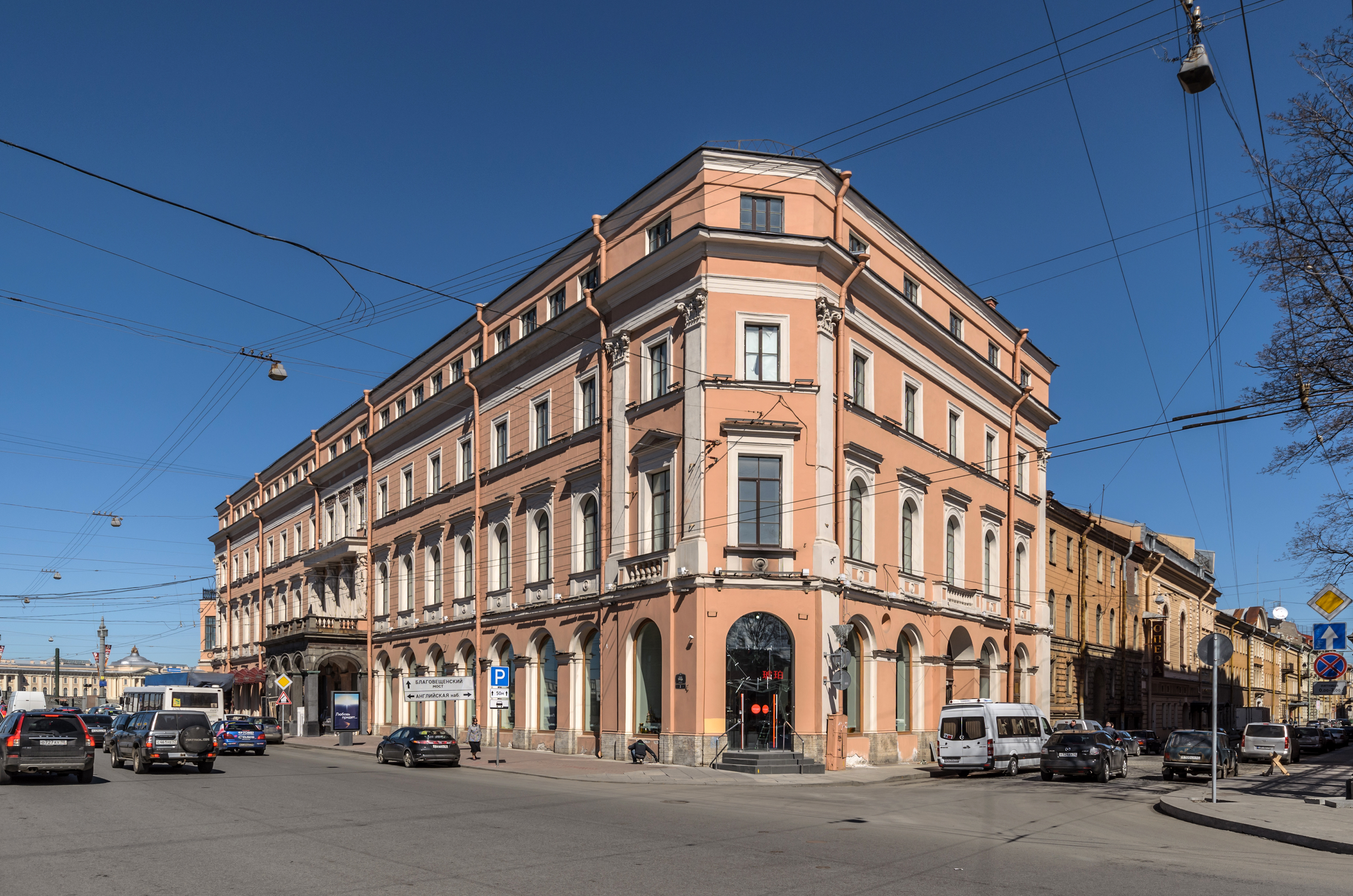
W.-A.-Vonljarljarski-Haus (1845–1849), Anglijskaja Nabereschnaja 36, St. Petersburg
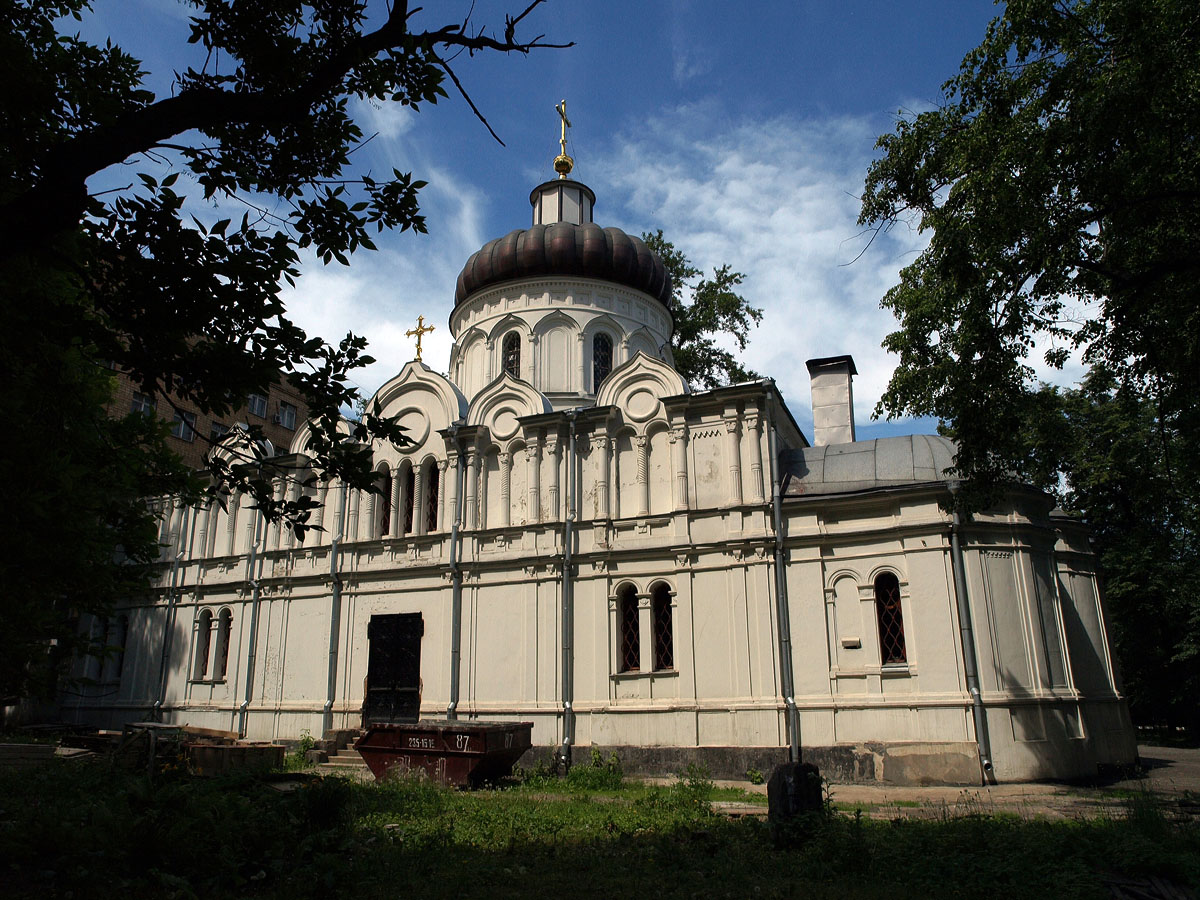
Alexius-Kirche (1853), Nowo-Alexejewski-Kloster, Moskau
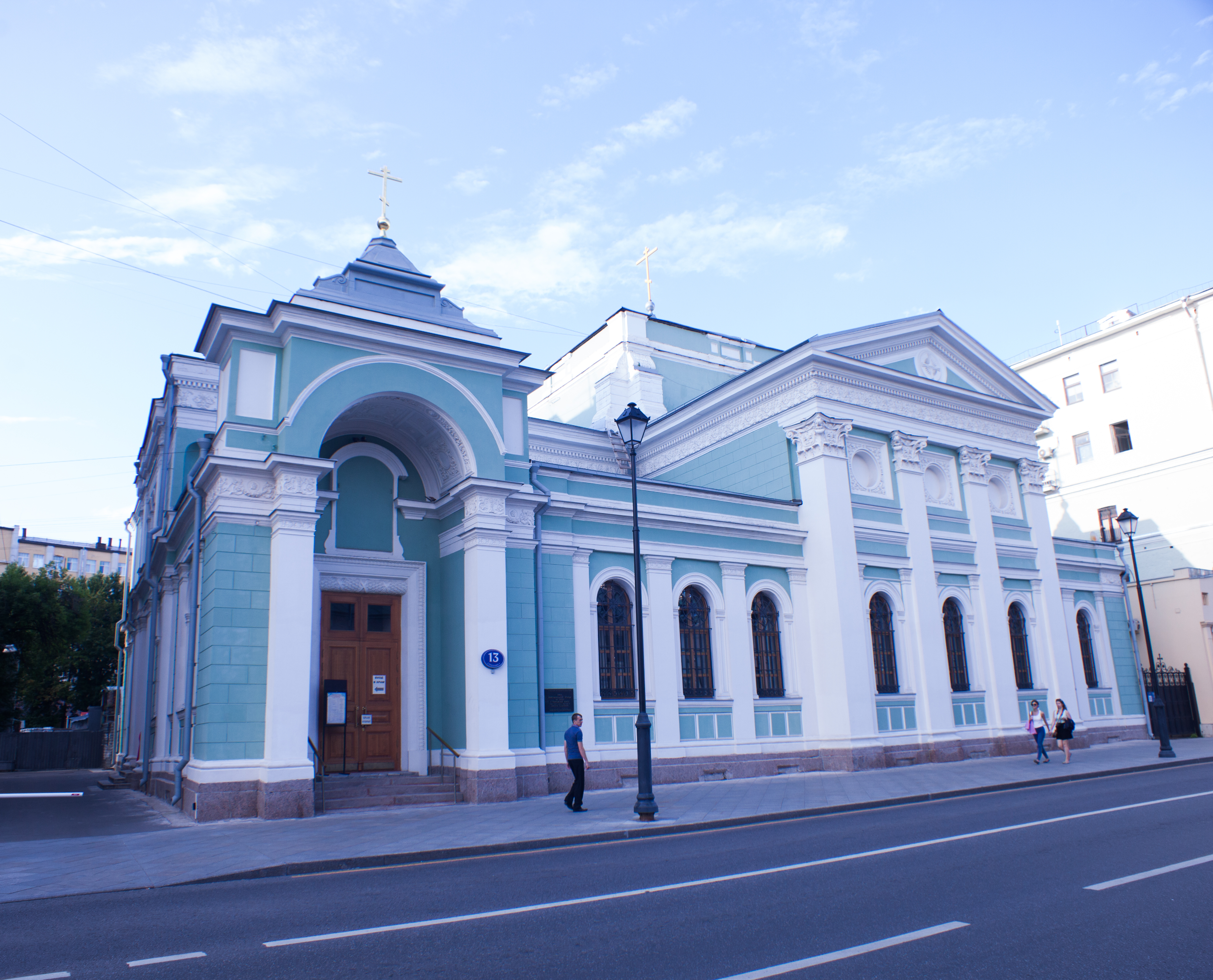
Dreifaltigkeitskirche (1861), Bely Gorod, Uliza Pokrowka 13, Moskau
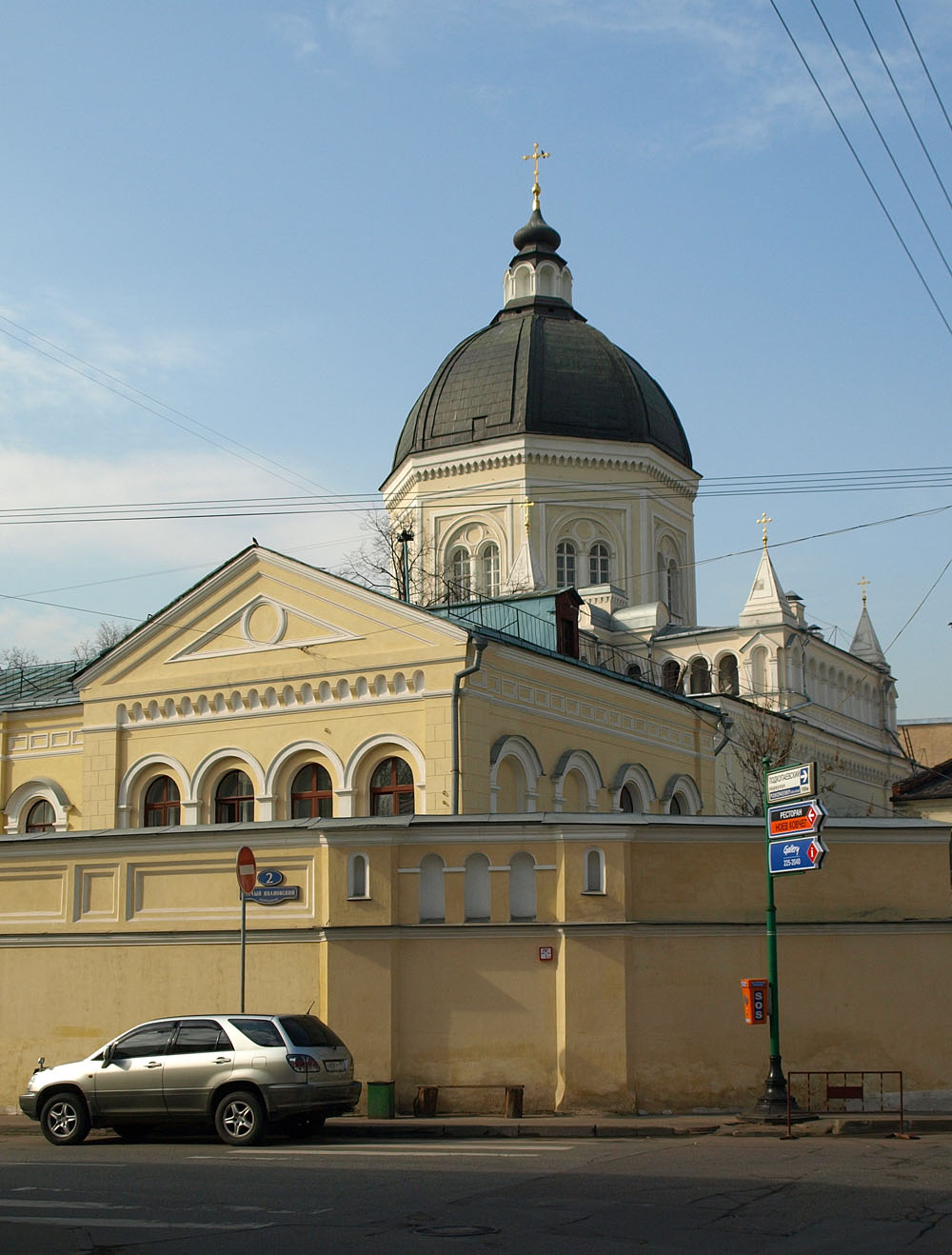
Kathedrale des Klosters Johannes der Täufer (1860–1879), Moskau
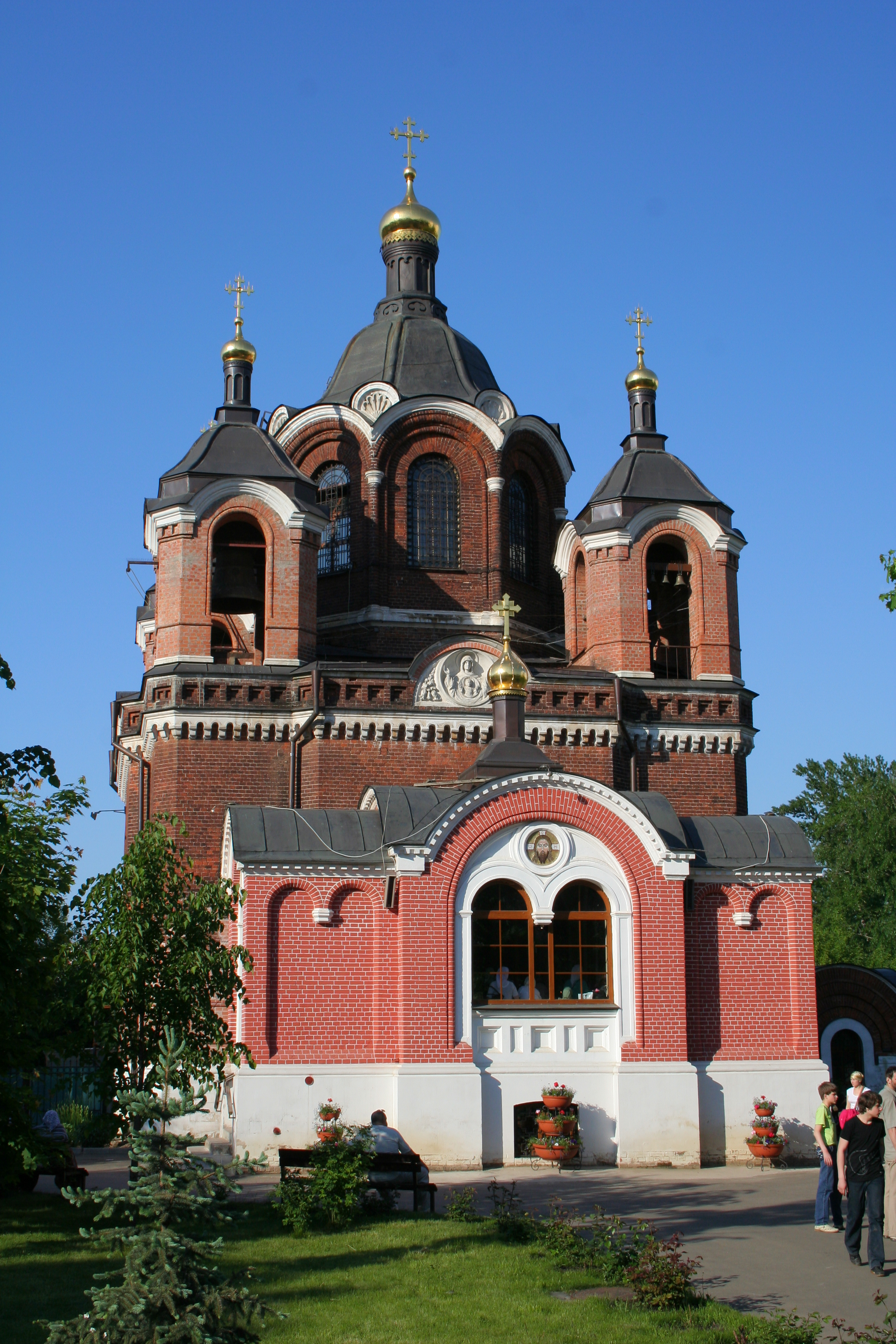
Kirche der Gottesmutter-Ikone vom Zeichen (1868–1870) zu Chowrino, Festiwalnaja Uliza 77a, Moskau